# Archineura hetaerinoides
Archineura hetaerinoides е вид водно конче от семейство Calopterygidae. Видът е незастрашен от изчезване.

## Разпространение
Разпространен е във Виетнам и Лаос.